# Torpilleur
Ne doit pas être confondu avec Bombardier-torpilleur.

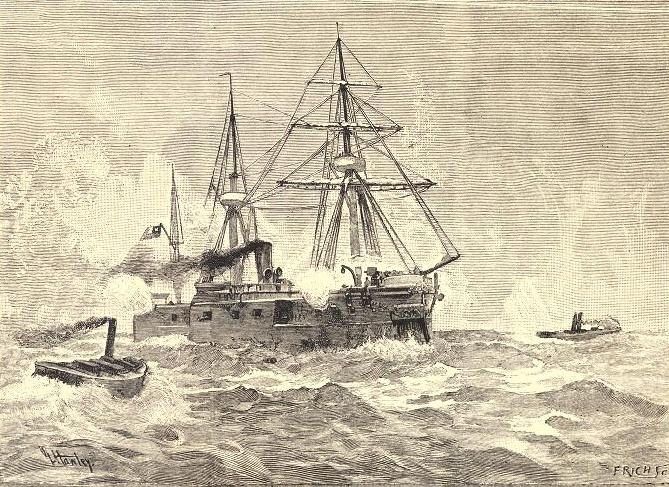
Des torpilleurs attaquant le Almirante Cochrane pendant la guerre civile chilienne de 1891.

Un torpilleur est un petit navire de guerre relativement rapide et manœuvrant, chargé de combattre les grosses unités navales de surface en utilisant, comme arme principale, la torpille. Ce type de navire n'existe plus aujourd'hui car, trop spécialisé, il a été dépassé. Il a été remplacé par les patrouilleurs, les corvettes, les sous-marins et l'hélicoptère (qui peut facilement larguer une torpille avec moins de risques).

## Histoire
Au cours du XIXe siècle, l'apparition de la propulsion à vapeur, puis de la cuirasse, fit évoluer progressivement les navires de ligne en cuirassés. Ces nouveaux bâtiments déclassèrent leurs ancêtres et devinrent la base de la puissance navale. Cependant, du fait de la technologie encore balbutiante de l'époque, ils souffraient de nombreux défauts. Leur artillerie avait notamment dû se concentrer sur quelques pièces de gros calibre, seules capables de percer la protection de leurs homologues, mais ces canons, bien que puissants et à grande portée, du fait de leur petit nombre et de leur lenteur de rechargement, étaient incapables de combattre de nombreuses cibles petites et rapides. De plus, le coût de leur construction était prohibitif pour les plus petites marines.
L'apparition des torpilles, armes de faible encombrement capables de détruire un cuirassé en l'attaquant sous sa protection, c’est-à-dire sous l'eau, fit alors émerger une nouvelle catégorie de navire de guerre, les bateaux torpilleurs. Ceux-ci, plutôt que de rechercher une protection contre l'artillerie adverse, s'appuyaient sur leur petite taille et leur mobilité pour s'approcher des plus gros bâtiments ennemis et les couler, grâce à la nouvelle arme. Le faible coût de ces embarcations rendait l'attaque « économiquement » rentable, même si c'était au prix de fortes pertes.

### Les torpilleurs à hampe

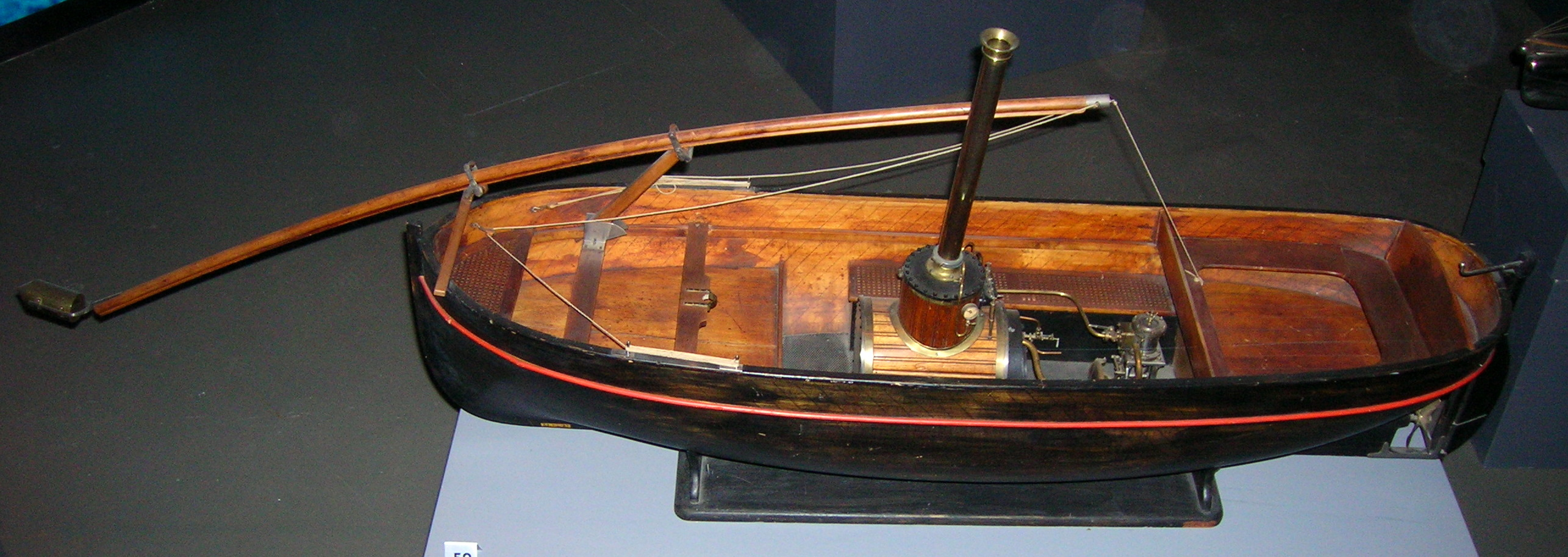
Maquette d'une chaloupe porte-torpilles, 1880. Musée national de la Marine, Paris.

Les premières torpilles utilisées par ces navires sont dites à hampe, l'arme étant constituée d'une charge explosive montée au bout d'une hampe d'environ une quinzaine de mètres à l'avant du torpilleur. Lorsque celui-ci arrivait à bonne distance du cuirassé ennemi, la charge était immergée pour frapper l'objectif en dessous de la ligne de flottaison. L'explosion sous-marine provoquait alors une telle voie d'eau que le plus gros bâtiment sombrait rapidement. Ce système, bien que très rudimentaire, fut employé avec succès, en particulier par les sudistes lors de la guerre de Sécession. Un autre exemple notable de l'utilisation de cette arme fut lors de la bataille de Fou-Tchéou, lorsque les canots 45 et 46 détruisirent le navire amiral chinois, le croiseur Yangwu, et en endommagèrent un autre. Des variantes avec des torpilles remorquées par un câble, généralement sur un côté du navire furent aussi essayées à la même époque : le canot était supposé, soit croiser la route de la cible (et celle-ci s'interposer entre le canot tracteur et la torpille, ainsi, la torpille frappe pendant que le canot s'éloigne), soit faire demi-tour et compter sur l'élan de la torpille pour qu'elle frappe. La survie du torpilleur, qui n'était qu'un simple canot à vapeur, et de son équipage, restait cependant très hasardeuse, du fait du tir ennemi mais aussi de l'explosion de la charge à proximité de l'attaquant.

### La torpille automobile
L'invention par le Croate Lupis-Vukić et son associé britannique Robert Whitehead, de la première torpille automobile, propulsée par air comprimé, allait rendre le torpilleur autrement redoutable. En 1870, leur premier modèle était capable de parcourir plus de neuf cents mètres à six nœuds de vitesse, mais les performances s'améliorèrent progressivement et, en 1890, les plus gros modèles d'un diamètre de dix huit pouces (457 mm), filaient à 30 nœuds, leur trajectoire étant stabilisée par des gyroscopes, et elles embarquaient une charge de 200 livres (90 kg) de fulmicoton. Les torpilleurs devaient certes encore s'approcher dangereusement de leur cible, mais ils n'étaient plus obligés d'aller au contact de celle-ci. Leurs machines à vapeur leur permettaient d'atteindre une vitesse de 20 à 30 nœuds, soit plus du double de celle des gros navires, et leur petite taille combinée avec leur vitesse et leur agilité, les préservaient relativement de l'artillerie des gros cuirassés.
La première attaque menée par ce type de navire eut lieu en janvier 1878, lorsque les torpilleurs du futur vice-amiral russe Stepan Ossipovitch Makarov attaquèrent un navire de transport turc. La première grande réussite fut la destruction du cuirassé chilien Blanco Encalada par le torpilleur Lynch, lors de la guerre civile chilienne de 1891.
Les torpilleurs devenant très rapidement une menace mortelle pour les escadres cuirassées, on prit de nombreuses mesures pour contrer leur action. La première fut le montage de pièces de petit calibre à tir rapide sur les grosses unités. On renforça la protection des cuirassés contre les torpilles, en développant le cloisonnement des coques et en employant des filets de protection lorsque le navire était à l'ancre. On conçut enfin une nouvelle classe de navires destinée à les contrer, les contre-torpilleurs qui, légèrement plus grands, emportaient une batterie importante de pièces à tir rapide, et agissaient en écran autour de la flotte pour empêcher les torpilleurs d'arriver à distance de tir.
En 1892, 1 260 torpilleurs étaient en service ou en construction, dont 220 en France, 180 au Royaume-Uni, 152 dans l'Empire russe, 143 dans l'Empire allemand et 129 dans le royaume d'Italie.
Au début du XXe siècle, les contre-torpilleurs, qui emportaient eux aussi des torpilles mais, du fait de leur taille, se révélaient plus endurants et plus marins, reprirent progressivement la mission d'attaque de surface avec des torpilles. Certaines marines conservèrent cependant la désignation de torpilleur pour les plus petits modèles de ce type de navire, comme les marines française et allemande.

### Le torpilleur numéroté

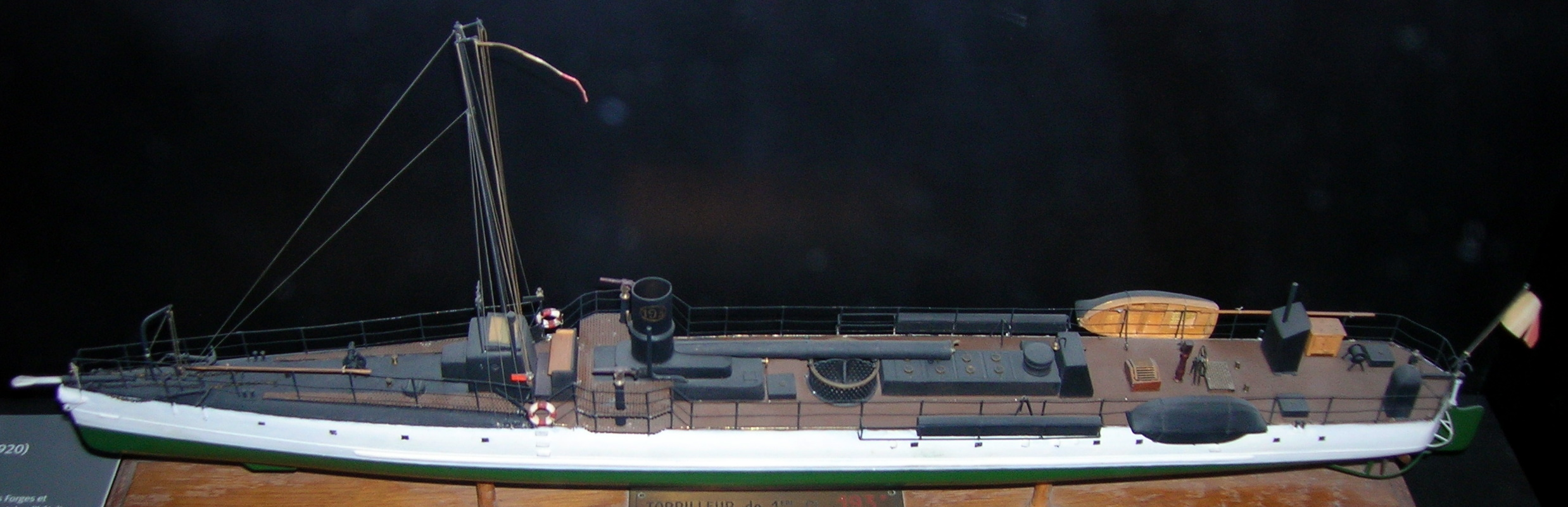
Maquette du torpilleur no 193. Musée national de la Marine, Paris.

Dans la Marine française, ce petit bâtiment est appelé plus particulièrement « torpilleur numéroté ». Il a été construit, entre 1875 et 1904 (date de lancement), 370 torpilleurs.
Le  contre-amiral  Aube a suscité un engouement pour ce type de navire grâce à une suite d’articles de son gendre journaliste, Gabriel Charmes  dans la Revue des deux Mondes de 1874 à 1885. Il illustra sa théorie de la « Jeune École » par les succès remportés par les torpilleurs français dans les mers de Chine (Fou-Tcheou le 28 août 1884 et Shei-Poo le 11 février 1885).

### La vedette lance-torpille

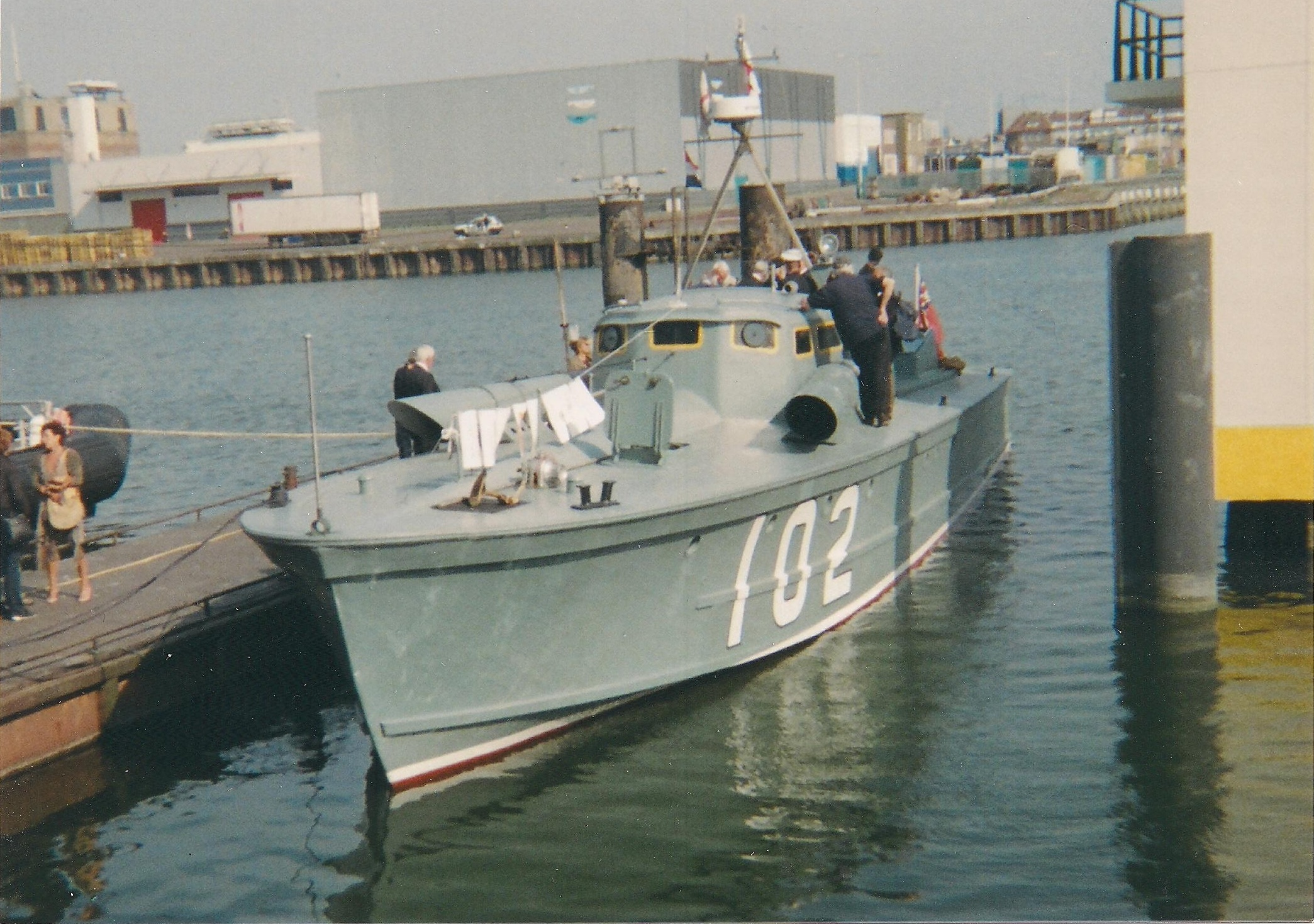
Un torpilleur britannique des années 1940.

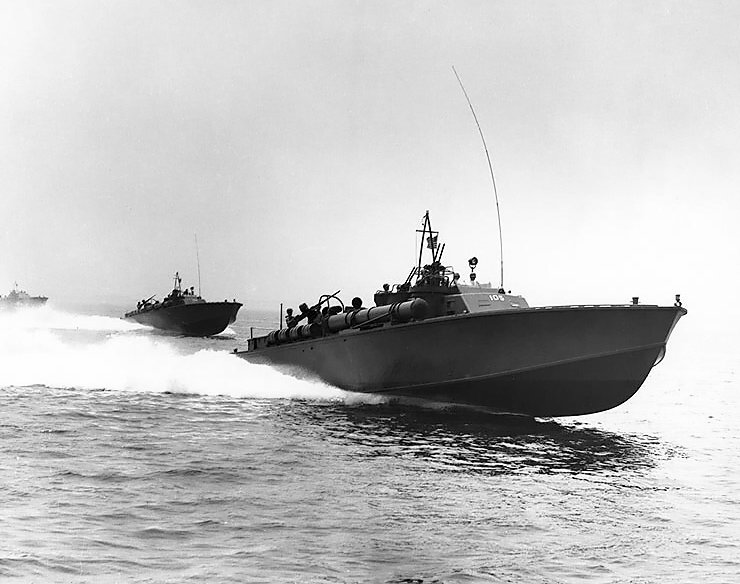
Patrolboat de l'US Navy en 1942.

Durant la Première Guerre mondiale, les Italiens sont les premiers à exploiter les possibilités nouvelles créées par les progrès du moteur à explosion en créant les vedettes lance-torpilles MAS, propulsées par de puissants moteurs Isotta Fraschini, étonnamment modernes pour l'époque.
L'acronyme M.A.S. signifie Motobarca Armata Svan (canot à moteur armé SVAN, du nom du chantier vénitien qui les produit). Le poète et propagandiste Gabriele d'Annunzio, participant au raid des MAS sur Buccari (Bakar) le transforma en devise latine : « Memento Audere Semper », Souviens-toi de Toujours Oser.
Le lieutenant de vaisseau Luigi Rizzo réussit l'exploit de couler l'énorme cuirassé austro-hongrois Szent István avec sa minuscule MAS 15 le 10 juin 1918, dans l'Adriatique, tandis que son équipier l'enseigne de vaisseau Aonzo, voit ses torpilles, mal réglées, passer sous le Tegetthoff, commandé par l'amiral Horthy, qui échappe de justesse au naufrage.
Étudié par tous les États-Majors, ce remarquable succès militaire conduit dans l'entre-deux-guerres à créer une nouvelle variante du concept de torpilleur. L'appellation changea en fonction des pays, les Britanniques l'appelèrent Motorboat, les Allemands Schnellboot, les Américains Patrolboat, mais la formule restait la même à quelques variations près : un canot automobile capable de grandes vitesses grâce à des moteurs puissants et armé de deux ou quatre tubes lance-torpilles. Plus encore que ses prédécesseurs, il restait limité aux opérations côtières du fait de sa petite taille. La plus grande vitesse des unités lourdes et l'apparition de l'aviation de patrouille maritime, contre laquelle il pouvait difficilement se défendre, limitaient son rôle, après la Seconde Guerre mondiale, à la patrouille dans les eaux resserrées.